# Pécsi József (politikus)
Pécsi József (Gecse, 1899. július 28. – Gönyű, 1952. február 14.) gazdálkodó, a Független Kisgazdapárt és a Demokrata Néppárt országgyűlési képviselője.

## Élete

### Ifjúkora és közszereplővé válása
A gazdálkodó Pécsi József és Pingitzer Julianna gyermeke. Római katolikus vallásban nevelkedett.
Az elemi iskola után mezőgazdasági szakiskolát végzett. Behívták katonaszolgálatra az első világháborúba az olasz frontra. A háborúból hazatérve gazdálkodni kezdett. A saját birtokon túl bérleményeket is művelt. 1931-ig gazdálkodott szülőfalujában, Gecsén, ekkor Gönyűre költözött. 1935-ben Győrszentivánra települt, majd 1941-ben visszatért Gönyűre. Határozott kiállással védte és képviselte érdekeit. Attól sem riadt vissza, hogy perbe szálljon egy bankkal, vagy aláírásgyűjtést kezdeményezzen a helyi premontrei rend tulajdonában álló 1000 holdas birtok bérleményekben történő felparcellázásáért. Aktív közéleti szerepvállalásából fakadóan tagja lett a gönyűi képviselő-testületnek, részt vett a falusi olvasó kör és a tűzoltó-egyesület tevékenységében. Tagja volt a Katolikus Agrárifjúsági Legényegyletek Országos Testületének, a Magyar Parasztszövetségnek pedig egyidőben a vármegyei elnöke lett. A zsidó törvények miatt egy 40 holdas birtok zárgondnokává nevezték ki. A magyarországi vidéki zsidóság gettósítása és deportálása idején élelmet juttatott a Gönyűnél uszályra rakott zsidóknak.

### Politikai pályája
Bár aktív közéleti tevékenységet vállalt és folytatott, a pártpolitikába csak a második világháború után kapcsolódott be. Falujában elnöke lett a nemzeti bizottságnak és a földigénylő bizottságnak. Belépett a Független Kisgazdapártba, és tagja lett a vármegyei választmánynak. Az 1945. november 4-i nemzetgyűlési választáson a párt Győr-Moson és Sopron vármegyei listáján bekerült a nemzetgyűlésbe. A párt paraszti centrumához tartozott. Bár volt olyan baloldali politikus, akivel együtt tudott működni (köztük Ortutay Gyulával) a baloldalra sodródást és a kommunisták politizálását kritizálta. 1947-ben még a választások előtt kilépett a pártból és csatlakozott a Demokrata Néppárthoz (Barankovics Istvánt, a párt vezetőjét személyesen is ismerte). Döntése azért is volt fontos, mert a megyei parasztság is követte pártváltását. Az 1947. augusztus 31-i országgyűlési választásokon ismét képviselővé választották. A DNP frakciójának egyik alelnöke lett.

### A diktatúra idején
Mandátumának lejárta után elzárkózott a politikától és visszavonult gazdálkodni a birtokára. Hamarosan kulákká nyilvánították, és földjét a helyi téesz betagosította. A birtokát és paraszti identitását ért sokk és a sorozatos zaklatások miatt megrendült egészségi állapota. 1952-ben hunyt el betegség miatt.